# فرودگاه شیلانگ
فرودگاه شیلانگ (به انگلیسی: Shillong Airport) (به زبان بومی: Umroi Airport) یک فرودگاه نظامی و همگانی با کد یاتا SHL است . این فرودگاه در کشور هند قرار دارد و در ارتفاع ۸۸۷ متری از سطح دریا واقع شده‌است.

## شرکت‌های هواپیمایی و مقصدهای پروازی
| شرکت‌های هواپیمایی  | مقصدهای پروازی       |
| ------------------ | -------------------- |
| ایر ایندیا رجیونال | نتاجی سبهاش چندر بوس |
| Zoom Air           | نتاجی سبهاش چندر بوس |